# جيم وايت (لاعب اتحاد الرغبي)
جيم وايت (بالإنجليزية: Jim White)‏ هو لاعب اتحاد الرغبي أسترالي، (ولد في أورانج في أستراليا 1883  م).